# Charles-Antoine Jombert
Charles-Antoine Jombert (1712-1784) est un écrivain, éditeur, imprimeur et libraire et français, domicilié à l'enseigne de L'Image Notre-Dame, rue Dauphine à Paris en 1760-1765.

## Publications

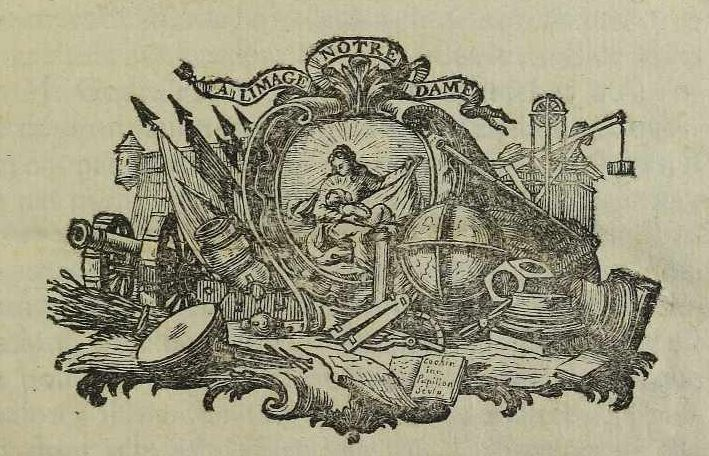
« À l'image Notre Dame » : marque typographique de Jombert, dessiné par Cochin et gravée par Papillon.

- Méthode pour apprendre le dessein [Dessin], Paris:Librairie de l'auteur, 1755.
- Fables choisies, mises en vers par J. de La Fontaine, 4 tomes illustrés par Oudry, Paris, Saillant, Desaint et Durand, 1755-1759.
- Répertoire des artistes, ou Recueil de compositions d'architecture & d'ornemens antiques & modernes... avec un abrégé historique de la vie et des ouvrages de chacun de ces artistes..., ouvrage pour servir de suite aux Œuvres d'architecture de Jean Le Pautre Paris:Librairie de l'Auteur, 1765.
- Catalogue de l'Œuvre de Ch. Nic. Cochin Fils, Ecuyer, Chevalier de l'Ordre du Roy, Censeur Royal, Garde des Desseins du Cabinet de Sa Majesté, Secrétaire et Historiographe de l'Académie Royale de Peinture et de Sculpture,  Paris, Imprimerie de Prault, 1770. Catalogue de l'œuvre du plus célèbre des Cochin.
- Mémoires d'artillerie..., la troisième édition de 1745 de Pierre Surirey de Saint-Remy.
- Elemens de l'architecture navale   de Henri Louis Duhamel du Monceau, 1758.
- Catalogue raisonné de l'Œuvre de Sébastien Leclerc  1774.
- Supplément au dictionnaire universel...des sciences ecclésiastiques, par Charles-Louis Richard (1711-1794), OP., tome VI, 835.p., 1765.